# 范妮·埃爾斯沃思
范妮·路易絲·埃爾斯沃思·戴維斯（英語：Fanny Louise Ellsworth Davis，1904年10月10日—1984年），專業人士稱之為范妮·埃爾斯沃思（英語：Fanny Ellsworth），美國雜誌編輯，以編輯《牧場浪漫》（Ranch Romances，收錄西方愛情小說）和《黑面具》（收錄黑色偵探驚悚小說）等紙漿雜誌而聞名。她於晚年成為一名突厥学者，尤其對奥斯曼帝国時期的女性地域有所興趣。

## 早年生活與教育
范妮·路易絲·埃爾斯沃思出生於紐約城，是傑西·F·埃爾斯沃思（Jesse F. Ellsworth）和瑪莎·凱利·埃爾斯沃思（Martha Kelly Ellsworth）的女兒。她的父親是一名銀行家。1926年，她從巴纳德学院畢業；後來，她於哥伦比亚大学完成博士學位課程，其博士論文題為《奥斯曼女性的兩個世紀》（1968年）。

## 職業生涯

### 紙漿小說
埃爾斯沃思在1920年代至1950年代間，曾為《牧場浪漫》的編輯。為了編寫該雜誌，她曾從埃爾默·凱爾頓購入逾30部西方故事作品；由她出版的其他著名作家計有萊拉·科爾·基特森、沃爾特·科本及马克斯·布兰德。她亦曾與西部流派畫家哈羅德·道·布格比合作。
1936～1940年間，她以「F. 埃爾斯沃思」的名義，接替約瑟夫·肖出任《黑面具》的編輯，期間曾推動史蒂夫·費舍爾、弗蘭克·格魯伯及康奈爾·伍里奇等黑色文學作家的發展。她曾於1952～1953年間，短暫擔任《驚悚奇妙故事》的執行編輯。她曾擔任編輯的其他雜誌包括《大故事雜誌》（Big Story Magazine）、《牧場愛情雜誌》（Rangeland Love Story Magazine）、《驚悚牧場故事》（Thrilling Ranch Stories）、《西方愛情故事》（Western Love Stories）、《西部牛仔愛情故事》（Western Rodeo Romances）、《太空故事》、《驚人故事》及《奇妙故事雜誌》。1950年代後期，她曾為《巴納德女校友雜誌》的廣告經理。
埃爾斯沃思以其編輯身份最為知名，但她亦曾著有數篇紙漿故事，包括《冬夜》（《斯特里特和史密斯的愛情小說雜誌》，1941年）及《向我們所有人敬酒》（《牧場浪漫》，1949年）。

### 突厥學
范妮·路易絲·戴維斯在編寫一部名為《了解土耳其》（1957年）的兒童書籍時，開始對土耳其歷史產生興趣。她曾以其博士作品為基礎，著有《伊斯坦布爾的托卡比皇宮》（1970年）、《托卡比皇宮博物館中的鐘錶》（1984年）及《奥斯曼女性：1718－1918年的社會史》（於她死後的1986年出版）三本著作。

## 個人生活
1934年，范妮·埃爾斯沃思與雜誌編輯約翰·厄爾·“傑克”·戴維斯（John Earle "Jack" Davis）結婚。